# Цифровой фотоаппарат
Цифровой фотоаппарат — фотоаппарат, в котором для записи изображения используется фотоэлектрический принцип. При этом полупроводниковая фотоматрица преобразует свет в электрические сигналы, которые трансформируются в цифровые данные, сохраняемые энергонезависимым запоминающим устройством.
Изображения, полученные цифровым фотоаппаратом, могут быть загружены в компьютер, переданы по сетям, просмотрены на экране монитора или отпечатаны на бумажном носителе с помощью принтера.
В отличие от плёночных фотоаппаратов, цифровые не требуют лабораторной обработки фотоматериала, и при наличии встроенного жидкокристаллического дисплея позволяют немедленно оценить результат съёмки. Кроме того, неудачные снимки могут быть сразу же удалены с карты памяти, а в некоторых моделях - и отредактированы непосредственно в камере. Подавляющее большинство выпускающихся в настоящее время фотоаппаратов — цифровые. Уже в 2005 году японскими компаниями, лидирующими на мировом рынке фототехники, было продано 64 770 000 цифровых фотоаппаратов и только 5 380 000 - плёночных.
Развитие технологии привело к тому, что цифровые фотоаппараты пригодны для видеозаписи и могут использоваться в качестве видеокамеры и даже цифровой кинокамеры. Поэтому употребление в отношении конкретного устройства термина «видеокамера» или «фотоаппарат» часто лишь условность. Такие универсальные цифровые камеры штатно встраиваются в большинство современных смартфонов и мобильных компьютеров.

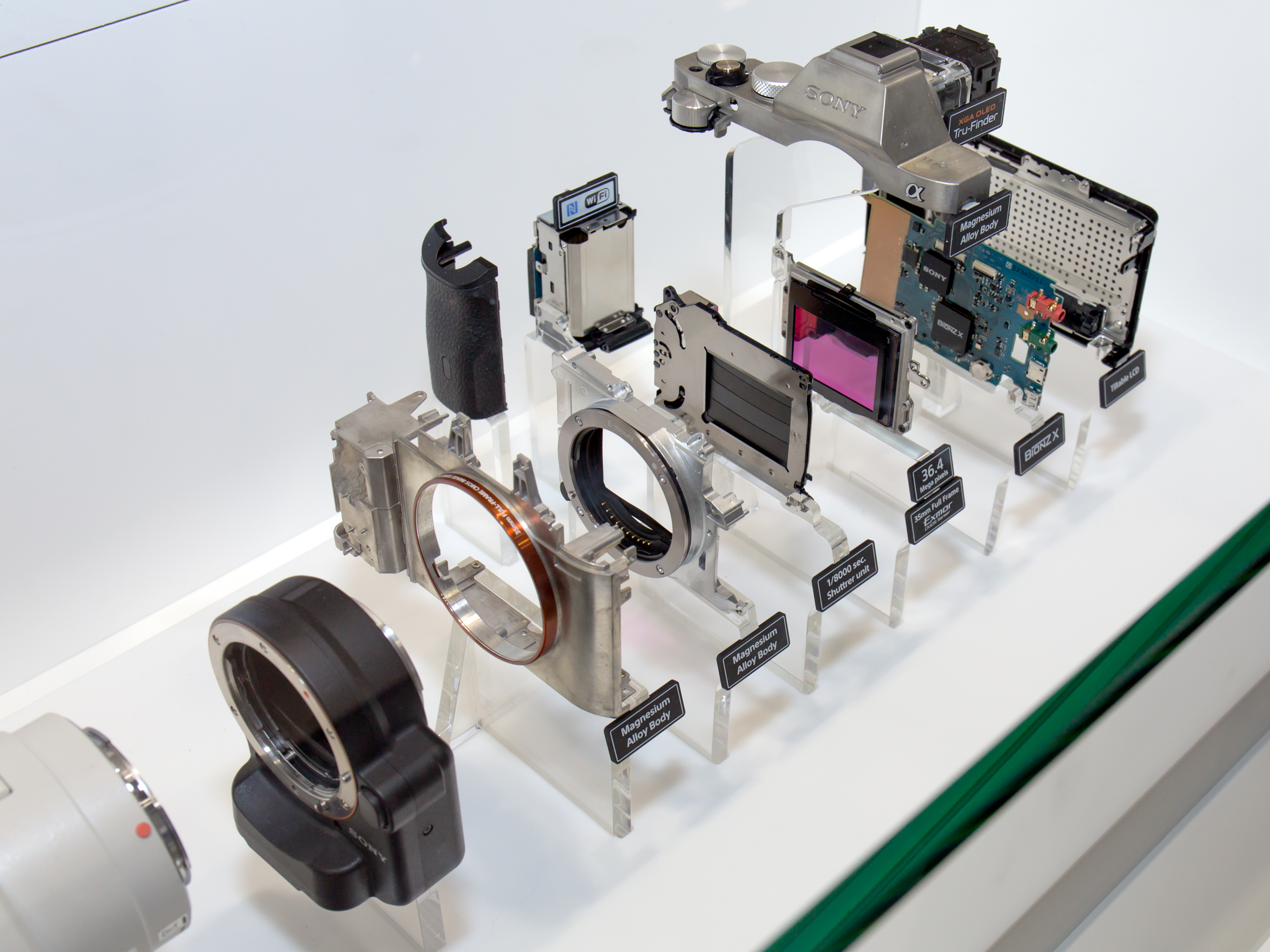
Разобранный цифровой фотоаппарат Sony Alpha ILCE-7R

## Историческая справка
Первый экспериментальный бесплёночный фотоаппарат, основанный на фотоэлектрическом преобразовании, создал в 1975 году инженер компании Eastman Kodak Стивен Сассон (англ. Steven Sasson). Применявшаяся в нём ПЗС-матрица имела разрешение 0,01 мегапикселя, а запись данных происходила на компакт-кассету.
Появлению цифровых фотоаппаратов предшествовали видеофотоаппараты, представлявшие собой видеокамеру, приспособленную для аналоговой записи неподвижных изображений на видеокассету или видеодискету.
Прототип первого видеофотоаппарата Sony Mavica был представлен в 1981 году. Качество изображения было ограничено использующимися телевизионными стандартами разложения, и кроме того аналоговый способ регистрации приводил к накоплению искажений в процессе обработки и передачи. Реальные перспективы электронная фотография получила лишь с распространением цифровых технологий.
Первым цифровым фотоаппаратом потребительского уровня в 1988 году стал Fuji DS-1P, использующий для записи съёмную карту SRAM. В том же году Kodak создал первый цифровой зеркальный фотоаппарат Electro-Optic Camera на основе малоформатного фотоаппарата Canon New F-1.
Дальнейшее совершенствование технических характеристик и разрешающей способности цифровых фотоаппаратов, тем не менее, не привело к вытеснению аналоговой химической фотографии. Немногочисленные модели цифровой аппаратуры очень высокой стоимости (до 40 тысяч долларов) ограниченно использовались в прикладных сферах и фотожурналистике. Смена тенденции произошла с распространением персональных компьютеров и технологии цифровой фотопечати, позволяющей получать высококачественные цветные отпечатки с файлов. Совершенствование технологии производства фотоматриц также привело к снижению цен на камеры. После этого цифровые фотоаппараты очень быстро вытеснили с рынка плёночную фототехнику, поскольку делали доступным получение удовлетворительных снимков без какого-либо обучения и специфических навыков. Дополнительную роль в этом играет возможность немедленного контроля готового изображения на встроенном во всех цифровых фотоаппаратах жидкокристаллическом дисплее. Кроме того, файлы могут быть мгновенно переданы по сети интернет и опубликованы в сетевых изданиях и социальных сетях, не требуя лабораторной обработки и сканирования. К 2020 году цифровые фотоаппараты доминируют во всех сферах фотографии, но постепенно вытесняются камерафонами и смартфонами с встроенными миниатюрными камерами высокого разрешения.

## Качество изображения
Резкость изображения, даваемого цифровым фотоаппаратом, зависит от размеров и количества элементарных фотодиодов, содержащихся на поверхности фотоматрицы, и разбивающих непрерывное изображение на дискретные пиксели. Общее количество пикселей, участвующих в регистрации изображения, считается важнейшей характеристикой цифровых фотоаппаратов, и чаще всего округляется до миллионов, называемых «мегапикселями». Первые цифровые фотоаппараты значительно уступали аналоговым с точки зрения качества, поскольку технологии тех лет не позволяли создавать матрицы с большим количеством мелких элементов. В 1995 году разрешение в 6 мегапикселей, даваемое цифровым гибридом Canon EOS DCS 1, считалось рекордным. Информационная ёмкость фотоматериалов была недостижима для первых фотоматриц. Даже фотоаппараты миниатюрного формата превосходили цифровые по разрешающей способности и фотографической широте. Однако, уже с середины 2000-х годов наиболее продвинутые профессиональные цифровые фотоаппараты достигли уровня разрешения 15—20 мегапикселей, позволяя получать изображение, сопоставимое по качеству с малоформатным негативом, сосканированным хорошим фильм-сканером. Современная аппаратура, перешагнувшая рубеж в 100 мегапикселей, в некоторых случаях обеспечивает результат, превосходящий традиционные фотоматериалы.
Это объясняется многими факторами, в числе которых практическое отсутствие светорассеяния, неизбежного даже в самых тонких фотоэмульсиях и снижающего резкость. Кроме того, цветоделение в цифровой фотографии происходит только один раз в момент съёмки, и поэтому цифровой снимок по качеству цветопередачи сопоставим со слайдом, превосходя негативно-позитивный процесс с двукратным цветоделением при съёмке и фотопечати. Единственным параметром, недостижимым пока для цифровых фотоаппаратов на уровне фотоплёнки, является фотографическая широта. Если негативные фотоплёнки обеспечивают диапазон в 14—15 экспозиционных ступеней, то цифровая аппаратура редко преодолевает планку в 7 ступеней. По данным журнала Digital Photography Review, матрица профессиональной камеры Nikon D3 обладает широтой в 8,6 ступени при съёмке в стандарте JPEG и не более 12 - в формате RAW. Недостаток фотографической широты стандартной фотоматрицы преодолевается с помощью технологии HDRi, однако она пригодна только для съёмки неподвижных объектов, требуя как минимум двух экспозиций. Новейшие разработки позволяют преодолеть и это отставание, получая компактные файлы с 10-битным цветом при помощи технологии сжатия HEIF. Фотоаппарат Canon EOS-1D X Mark III, выпущенный в 2020 году, кроме традиционных файлов JPEG может генерировать фотографии нового формата, пригодного для непосредственного хранения HDR.

## Устройство
Главный принцип действия цифровых фотоаппаратов практически не отличается от классических аналоговых. Основой также является светонепроницаемая камера, с одной стороны которой установлен объектив, строящий действительное изображение объектов съёмки в фокальной плоскости. Экспозиция регулируется диафрагмой объектива и фотозатвором, и измеряется теми же способами, что в аналоговой фотографии. Для кадрирования и фокусировки используется видоискатель. Отличие заключается в том, что вместо фотоматериала в фокальной плоскости объектива установлена полупроводниковая фотоматрица, преобразующая свет в электрические сигналы. Эти сигналы с помощью АЦП преобразуются в цифровые файлы, которые передаются в буферную память, а затем сохраняются на встроенном или внешнем накопителе. Чаще всего файлы снимков сохраняются на одной или двух картах энергонезависимой флеш-памяти, устанавливаемых в корпусе фотоаппарата. Исходные файлы, получаемые на выходе АЦП в формате RAW, могут быть конвертированы процессором камеры в один из общепринятых стандартов, например TIFF или JPEG, сохраняться без изменений для последующей ручной конвертации на внешнем компьютере или помещаться вместе с JPEG вариантом изображения в файл специально разработанного для этой цели формата DNG..

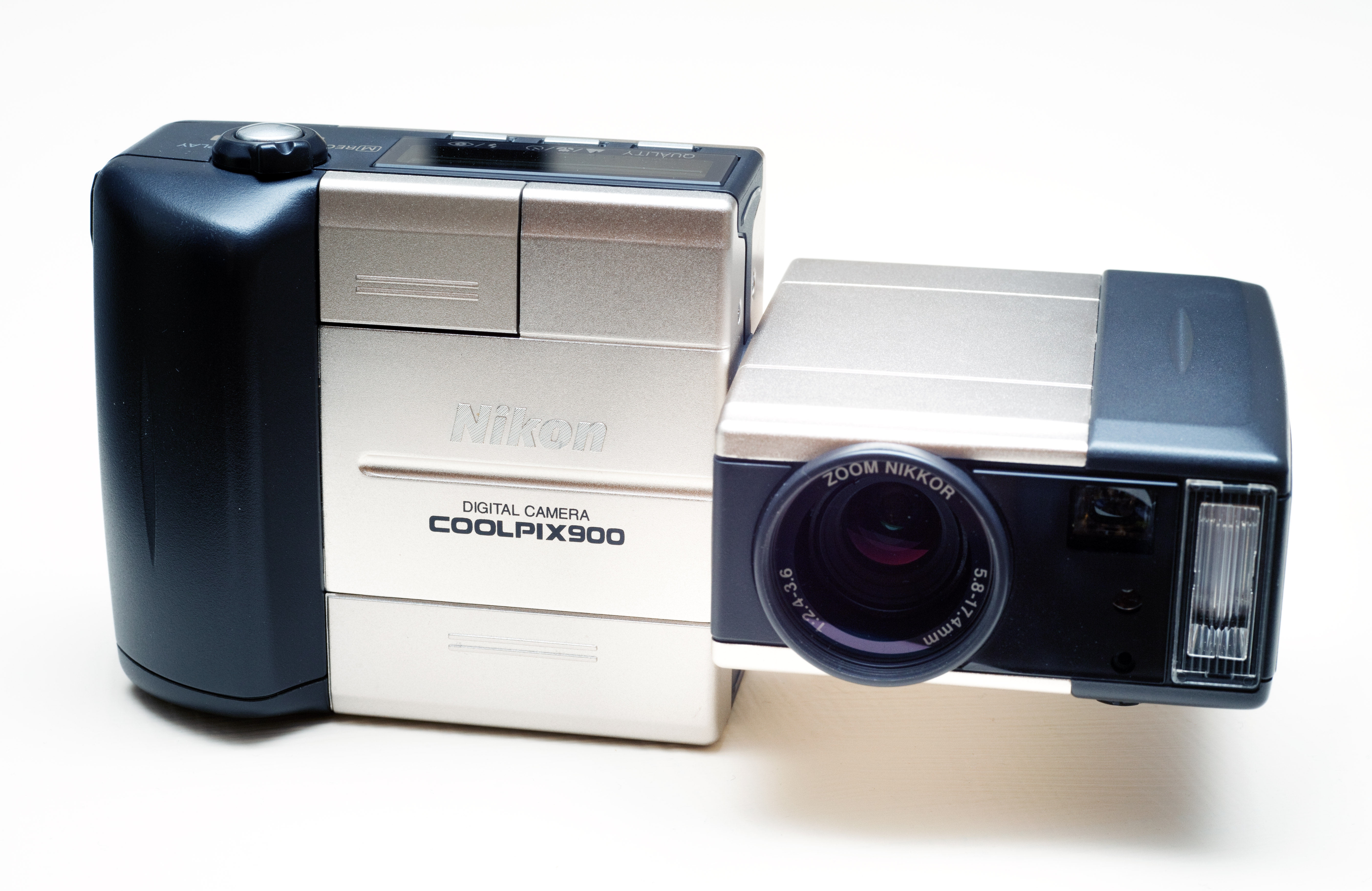
Фотоаппарат Nikon Coolpix 900 с поворотным объективом

Из-за отсутствия фотоматериала и необходимости его замены в цифровых фотоаппаратах не используются кассеты и лентопротяжный тракт. Основное устройство состоит из электронных компонентов, размещение которых более гибко, чем механических узлов. Благодаря этому появляется возможность более свободной компоновки, не зависящей от механических связей и других ограничений. Поэтому на заре развития бесплёночной фотоаппаратуры предпринимались многочисленные попытки создания принципиально новой эргономики, более удобной для пользователя. Однако, в конце концов общая компоновка и дизайн фотоаппарата, проверенные многими десятилетиями эксплуатации плёночной аппаратуры, оказались общепринятыми и в цифровом фотоаппаратостроении.
К цифровым фотоаппаратам также можно отнести плёночные, оснащённые съёмным цифровым задником. Такое устройство больше характерно для среднеформатной и крупноформатной аппаратуры, позволяющей менять кассетную часть. При этом используемый аналоговый фотоаппарат ничем не отличается от такого же, оснащённого стандартной кассетой с фотоплёнкой. Однако, наибольшее распространение получили цифровые фотоаппараты неразъёмной конструкции, как наиболее удобные в эксплуатации, и не содержащие избыточных элементов плёночной аппаратуры.
Матрицы всех цифровых фотоаппаратов обладают плоской формой, как и большинство фотоматериалов. При этом используются объективы, строящие действительное изображение, расположенное на поверхности, максимально приближённой к плоскости. Однако, в 2014 году компания Sony анонсировала выпуск вогнутых матриц в форме сферической огибающей. Позднее аналогичные разработки начали Canon и Nikon. В 2017 году о создании вогнутых матриц объявила корпорация Microsoft. Такая матрица требует совершенно других объективов упрощённой конструкции, благодаря отказу от корригирования кривизны поля изображения. В результате при более компактных размерах оптики с меньшим количеством линз повышаются её светосила и разрешающая способность. Кроме того, за счёт более выгодных углов падения света, светочувствительность вогнутых матриц выше, чем у плоских, в два раза по полю и в 1,4 раза в центре.

### Считывание изображения
На сегодняшний день известны несколько технологий регистрации света в цифровой аппаратуре. Все они основаны на приборах с зарядовой связью (ПЗС) или комплементарных металло-оксидных полупроводниках (КМОП). Считается, что ПЗС генерируют более качественные сигналы, однако устройства на основе КМОП потребляют меньше электроэнергии, и пригодны не только для регистрации изображения, но и для измерения экспозиции или автофокусировки. Те и другие выполняются в виде прямоугольных матриц или линеек, способных считывать изображение одним из трёх основных способов.

Массив цветных светофильтров (фильтр Байера), расположенный над фотоматрицей

Наиболее распространён способ с записью в одну экспозицию, который может быть осуществлён двумя путями: с помощью фильтра Байера, установленного над единственной прямоугольной матрицей, или тремя такими же матрицами, получающими свет от объектива через три светофильтра основных цветов. Разделение потоков при этом производится призменной цветоделительной системой, как в видеокамерах типа 3CCD. Последний способ использовался в некоторых первых цифровых фотоаппаратах, например Minolta RD-175, но из-за громоздкости уступил место одноматричной технологии. При использовании фильтра Байера для получения одного цветного пикселя требуются четыре элементарных фотодиода, покрытых светофильтрами основных цветов. В результате, матрица, генерирующая 4-мегапиксельный монохромный файл, в цвете даёт лишь 1 мегапиксель. Существует ещё одна технология Foveon X3 с единственной матрицей, состоящей из трёх слоёв светочувствительных фотодиодов. Цветоделение при этом осуществляется за счёт различий проникающей способности разных участков видимого спектра. Однако из-за невысокой точности цветоделения широкого распространения такие матрицы не получили.
Второй способ регистрации основан на последовательной съёмке на одну матрицу через три светофильтра основных цветов, размещаемых перед матрицей или объективом. По такому принципу был построен первый среднеформатный цифровой задник «DCB I» компании Leaf. Объект съёмки снимался трижды за поворотным диском с тремя светофильтрами. При этом разрешение получаемых цветных файлов соответствовало количеству элементарных фотодиодов. Кроме того, не требуется так называемая дебайеризация файлов, неизбежная при цветоделении массивом цветных светофильтров. Более сложная технология такого способа считывания получила название «Микросканирование», и заключается в перемещении матрицы с фильтром Байера в плоскости изображения с прецизионной точностью на один пиксель. В результате удаётся получить разрешение, вчетверо превосходящее даваемое неподвижными фотоматрицами. Среднеформатный цифровой задник Sinarback 44 HR оснащался для этого пьезоэлектрическим механизмом микроперемещения матрицы, обеспечивая за 4 экспозиции разрешение более 75 полноцветных мегапикселей. К достоинствам технологии относится высокое разрешение и отсутствие муаровых эффектов на мелких деталях изображения. Однако необходимость нескольких раздельных экспозиций ограничивает сферу применения такой аппаратуры, пригодной только для съёмки неподвижных предметов.
Третий способ регистрации заключается в сканировании изображения с помощью ПЗС-линеек, такой же, как в сканерах. Такая линейка шириной в один пиксель движется вдоль одной из сторон кадрового окна, последовательно считывая изображение. Для регистрации цвета используются три параллельные линейки, каждая из которых накрыта светофильтром одного из основных цветов. Сканирование обладает тем же недостатком, что и последовательное экспонирование через светофильтры, не позволяя фотографировать движущиеся объекты. Однако, разрешающая способность, обеспечиваемая сканированием, недостижима для прямоугольных матриц. Все цифровые задники крупного формата строятся только по такому принципу, поскольку прямоугольные матрицы больших размеров не производятся. Ещё одна область, в которой нашло применение линейное сканирование — панорамная сканирующая камера, позволяющая получать круговой обзор с помощью ПЗС-линейки. Фотоаппарат устанавливается на панорамной головке с электроприводом, поворачивающей всё устройство вокруг нодальной точки объектива. Наиболее известны камеры такого типа, выпускающиеся с 1999 года под названием «Паноскан» (англ. Panoscan).

### Управление
Цифровой фотоаппарат оснащён теми же органами управления, что и плёночный, позволяющими регулировать относительное отверстие объектива и выдержку затвора. Система автофокуса и её управление также аналогичны классическим камерам. При этом общий интерфейс чаще всего не отличается от последних моделей аналоговой аппаратуры, представляя собой два колеса выбора с отображением на цифровых дисплеях. В любительских и полупрофессиональных моделях дополнительно устанавливается диск режимов фотоаппарата, позволяющий устанавливать алгоритмы автоматического управления экспозицией. Однако, кроме параметров, характерных для плёночной фотографии, в цифровой необходимо выбирать светочувствительность, размер и разрешение файла, цветовое пространство, баланс белого и многие другие свойства снимка. Их регулировка осуществляется, как правило с помощью меню, выводимого на жидкокристаллический дисплей, кнопок и колёс выбора. Современные цифровые фотоаппараты профессионального и полупрофессионального классов допускают управление большинством параметров с внешнего смартфона, подключённого по беспроводному протоколу.

### Видоискатель

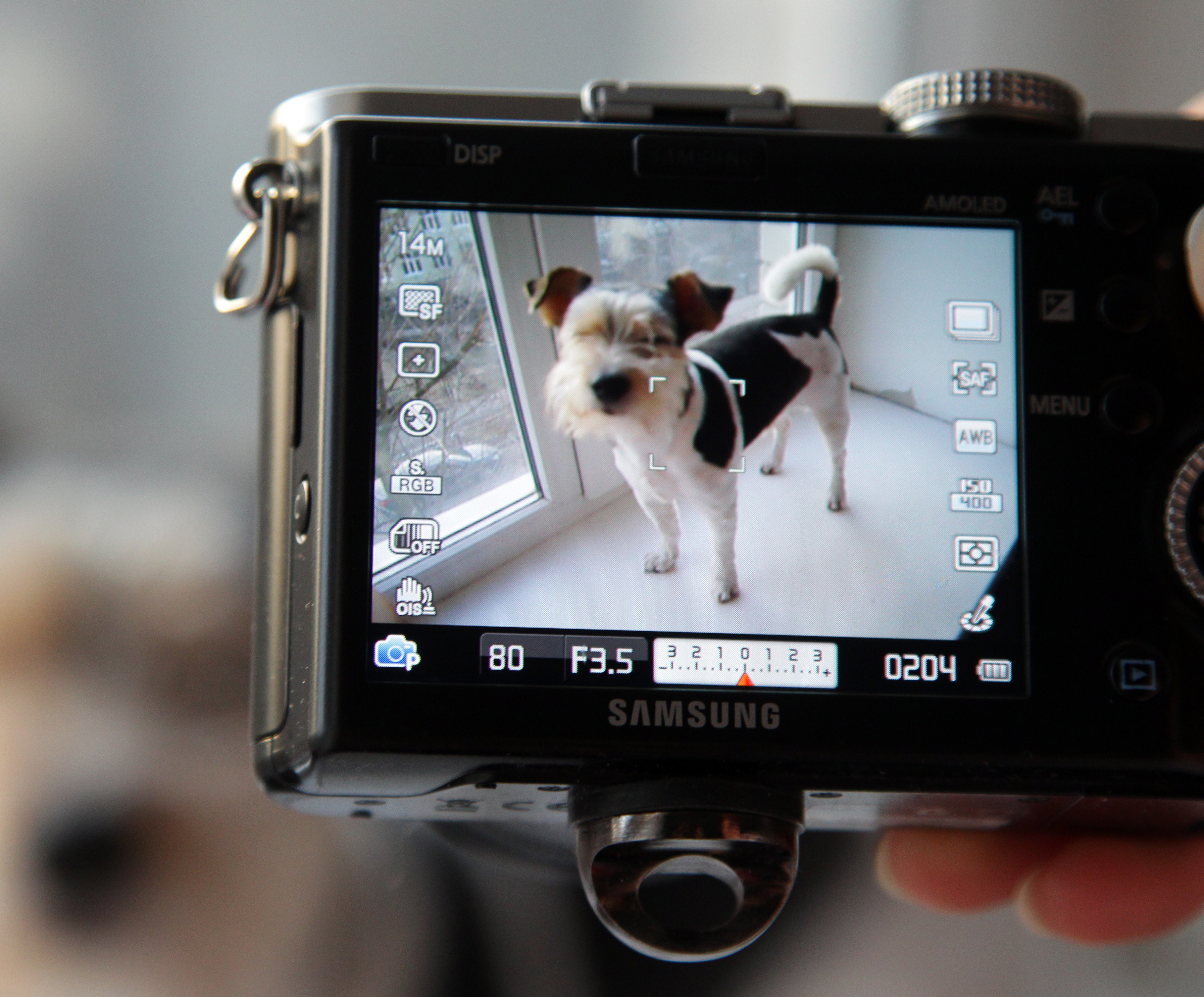
Электронный видоискатель беззеркального фотоаппарата

В цифровых фотоаппаратах могут быть использованы все типы оптических визиров, общепринятых в аналоговой аппаратуре: телескопического, рамочного и зеркального. Зеркальные фотоаппараты составляют одну из наиболее многочисленных и совершенных групп цифровой фототехники. Однако, кроме оптических в цифровой аппаратуре может быть использован электронный видоискатель, функционально ничем не уступающий зеркальному, но более компактный и обладающий рядом преимуществ. Яркость изображения таких видоискателей не зависит от освещённости сцены и диафрагмирования объектива, обеспечивая удобное и точное визирование в любых ситуациях. Кроме изображения на такой видоискатель может выводиться любая служебная информация, необходимая для непрерывной регулировки параметров.
На основе электронного видоискателя созданы совершенно новые классы аппаратуры, появление которых было невозможно в плёночных камерах. Это беззеркальные и псевдозеркальные фотоаппараты. Кроме того, в зеркальных фотоаппаратах последних поколений также доступно визирование на жидкокристаллическом дисплее в режиме Live View, когда зеркало поднято, а затвор открыт. Благодаря этому большинство современных цифровых фотоаппаратов пригодны не только для съёмки неподвижных фотографий, но и для видеозаписи.

### Разъёмы и интерфейсы
Современные цифровые фотоаппараты оснащаются несколькими типами разъёмов, каждый из которых предназначен для разных целей. Внешний интерфейс подключения к персональному компьютеру имеется практически во всех цифровых камерах, позволяя не только копировать данные с накопителя, но и менять настройки фотоаппарата. Первые цифровые камеры оснащались интерфейсом SCSI, вскоре уступившим место более скоростному IEEE 1394. В настоящее время (2017 год) самым распространённым как в любительской, так и в профессиональной фотоаппаратуре является скоростной интерфейс USB 3.0, пригодный для соединения с компьютерами любых типов. Для вывода изображения на телевизор многие фотоаппараты снабжаются композитным видеовыходом с компактными разъёмами. 
С появлением цифровых фотоаппаратов, оснащённых функцией видеозаписи, общепринятым стал цифровой интерфейс HDMI, как правило, с миниатюрной версией разъёма. С середины 2010-х годов профессиональная и полупрофессиональная цифровая фотоаппаратура в качестве стандартной опции снабжается беспроводной связью стандарта Wi-Fi. Первые такие устройства были съёмными, а затем стали встраиваться в корпус, позволяя мгновенно передавать готовые снимки на внешний компьютер или сервер, повышая оперативность новостной фотожурналистики. Последние модели профессиональных цифровых фотоаппаратов содержат разъём типа RJ-45 для подключения к локальным вычислительным сетям с помощью витой пары.

### Носители информации
Некоторые цифровые фотоаппараты первых поколений для хранения данных использовали оптические диски или дискеты. Однако, постепенный отказ от таких носителей в других сферах вычислительных технологий привёл к тому, что практически вся современная цифровая фотоаппаратура основана на применении флеш-памяти.

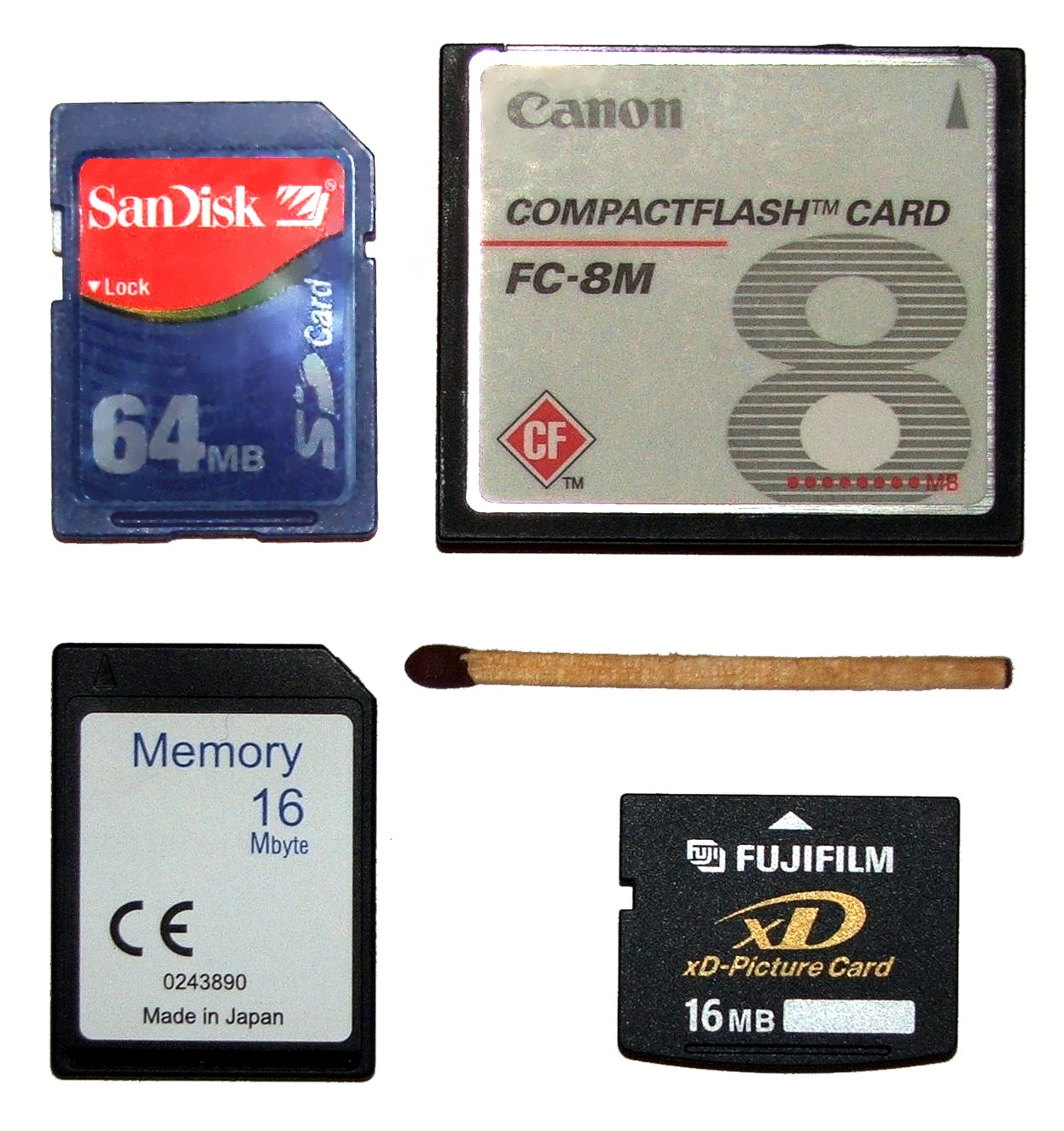
Флэш-карты разных стандартов

Ряд фотоаппаратов начального уровня имеет небольшой объём встроенной флеш-памяти, которой хватает для 2—30 снимков. Кроме этого, вся цифровая фотоаппаратура оснащается одной или двумя съёмными картами, что позволяет иметь неограниченный запас памяти и копировать данные с помощью кардридера. Самые распространённые на сегодняшний день (2017) форматы карт памяти:
- CF (Compact Flash);
- SD (Secure Digital), microSD;
- XQD;
- CFexpress;

Устаревшие носители информации:
- SM (SmartMedia);
- MD (Microdrive);
- MMC (Multimedia Card)[36];
- MS (Memory Stick) фирмы Sony;
- xD (xD-Picture Card);

Объём наиболее распространённых флеш-карт варьируется от 16 до 64 Гигабайт, но может быть и значительно больше.

## Классификация
Среди цифровых устройств записи изображения грань между фотоаппаратом и видеокамерой размыта: современная видеоаппаратура, как правило, может создавать фотоснимки, а фотоаппараты — осуществлять видеозапись. Здесь приведена примерная классификация устройств, чьё основное назначение — фотосъёмка.

### Цифровой зеркальный фотоаппарат

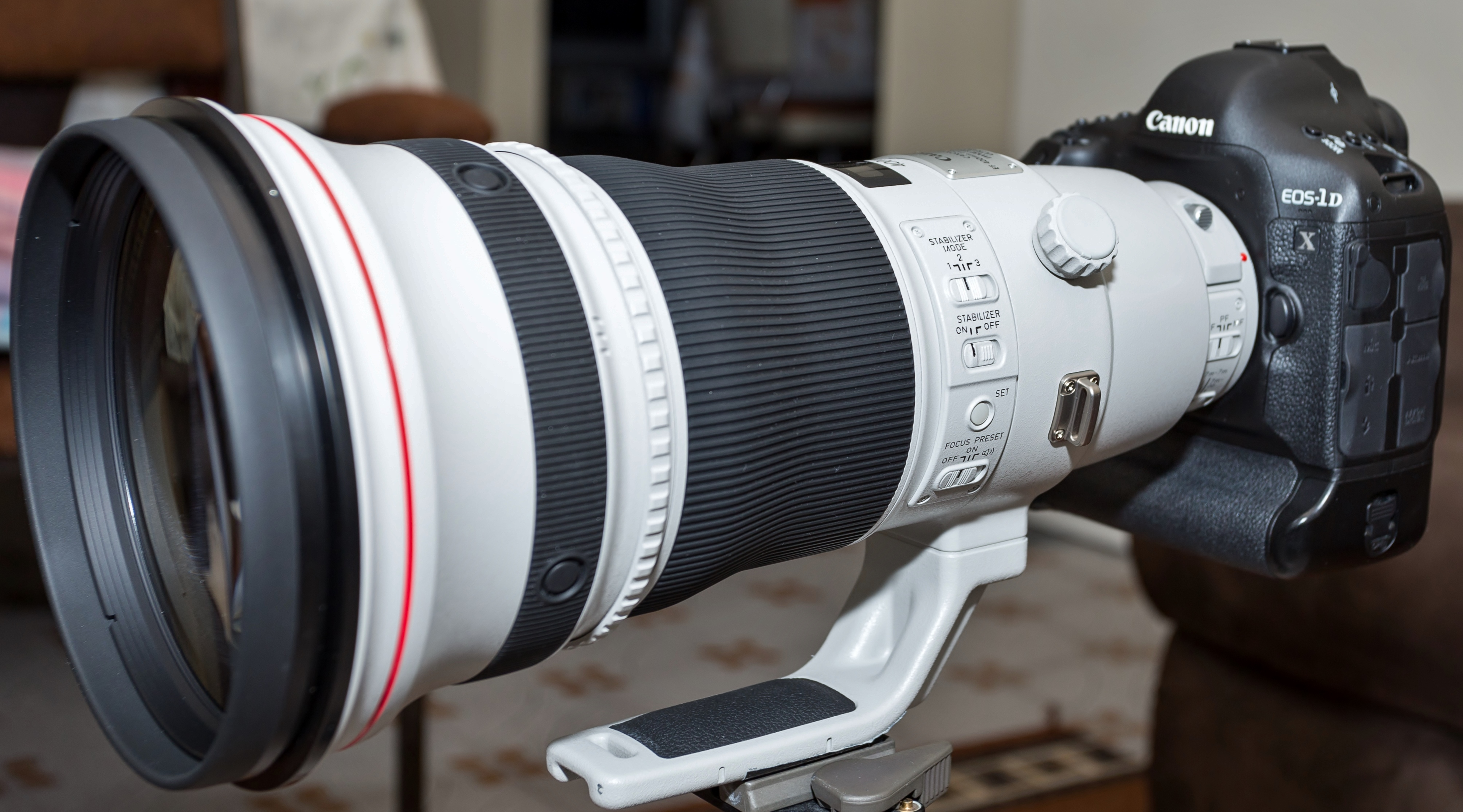
Цифровой зеркальный фотоаппарат Canon EOS-1D X

Из двух существующих разновидностей зеркального видоискателя в цифровой аппаратуре используется только однообъективный, поскольку двухобъективная схема не нашла применения. В цифровом воплощении однообъективный зеркальный видоискатель обладает теми же достоинствами, что и в плёночной аппаратуре: отсутствие параллакса, точные кадрирование и фокусировка с объективами любых фокусных расстояний, а также возможность визуального контроля глубины резко изображаемого пространства. Кроме того, возможна макросъёмка, работа с шифт-объективами и стыковка с оптическими приборами, такими как микроскоп, телескоп и эндоскоп. Зеркальные фотоаппараты обладают матрицей, превосходящей по размерам большинство других классов цифровой аппаратуры. Для любительских моделей больше характерен формат APS-C, а в профессиональных и полупрофессиональных чаще встречается «полнокадровая» размером 24×36 миллиметров. Существуют модели и со среднеформатной матрицей.
Цифровые зеркальные фотоаппараты являются единственным классом аппаратуры, в которой может быть полноценно реализован фазовый автофокус. Это достижимо благодаря дополнительному оптическому тракту, направляющему свет из объектива к датчику. Кроме основного зеркала используется вспомогательное, закреплённое на шарнире и убирающееся вместе с ним перед срабатыванием затвора. Фазовый автофокус обеспечивает самое высокое быстродействие, и поэтому зеркальная аппаратура до сих пор не уступает свою нишу в профессиональной, и особенно спортивной фотографии.
Отдельный класс зеркальной аппаратуры (жаргонный термин — «полузеркалка») снабжается вместо подвижного зеркала полупрозрачным неподвижным. При этом свет от объектива разделяется на две части, одна из которых направляется на матрицу, а другая — в видоискатель. Чаще всего световой поток разделяется в пропорции 65/35 %, как например в семействе Sony Alpha SLT. Достоинства неподвижного зеркала заключаются в возможности непрерывного визирования в момент съёмки, а также в отсутствии шума и вибрации, снижающей резкость снимка. Кроме того, возможна очень высокая частота непрерывной съёмки, недостижимая в камерах с подвижным зеркалом. В то же время, световая эффективность такого визира значительно ниже, чем традиционного, поскольку матрица и глаз получают лишь часть света от объектива, тогда как при подвижном зеркале он используется полностью.

### Беззеркальные фотоаппараты

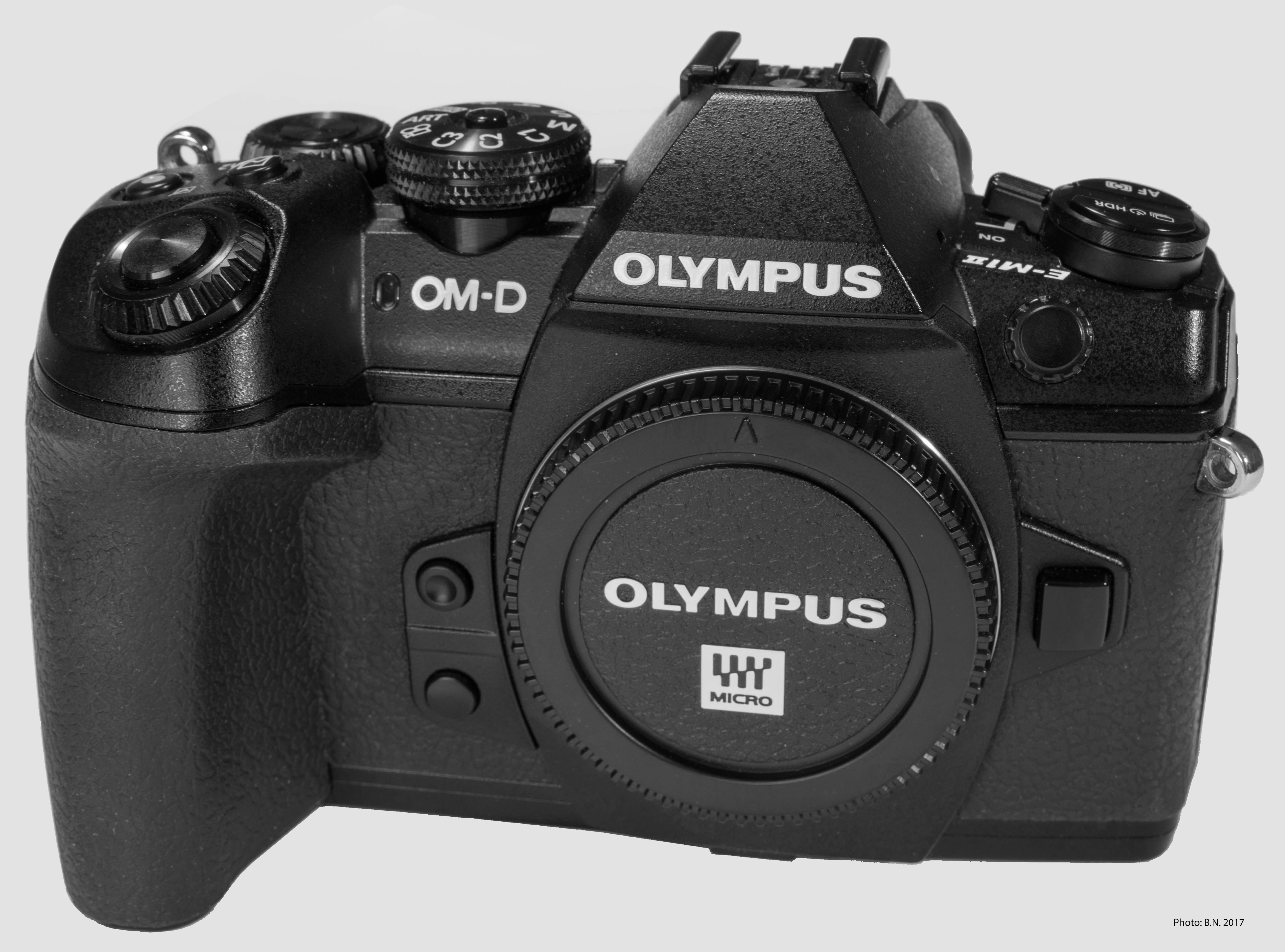
Беззеркальный фотоаппарат Olympus OM-D E-M1

Класс цифровой фотоаппаратуры, в котором отсутствует оптический визир; его роль выполняет беспараллаксный электронный видоискатель. Название подчёркивает полное функциональное сходство с зеркальными фотоаппаратами при отсутствующем зеркале. За счёт исключения из конструкции громоздкого и шумного оптического визира, большинство «беззеркалок» сопоставимы по размерам с компактными камерами, обеспечивая при этом качество изображения и универсальность, свойственные зеркальной аппаратуре. Беззеркальные фотоаппараты получили распространение в конце 2000-х годов, резко изменив рынок любительской и даже профессиональной фототехники.
Принципиальным недостатком беззеркальных фотоаппаратов, мешающим полностью вытеснить зеркальную аппаратуру, считается невозможность полноценной реализации фазового автофокуса, требующего отдельного оптического тракта. Контрастный автофокус, доступный в беззеркальной аппаратуре, значительно медленнее фазового. В 2011 году появились первые беззеркальные фотоаппараты, оснащённые матрицей, у которой часть пикселей выделена для автофокусировки методом измерения разности фаз, что существенно увеличило скорость автофокусировки. К таким моделям относятся Nikon 1 V1, Nikon 1 J1, Canon EOS M. Осенью 2018 года ведущие производители профессиональной фототехники начали продажи беззеркальных фотоаппаратов с полнокадровой матрицей Nikon Z 7 и Canon EOS R, ставших серьёзными конкурентами для своих зеркальных аналогов.

### Цифровые дальномерные фотоаппараты

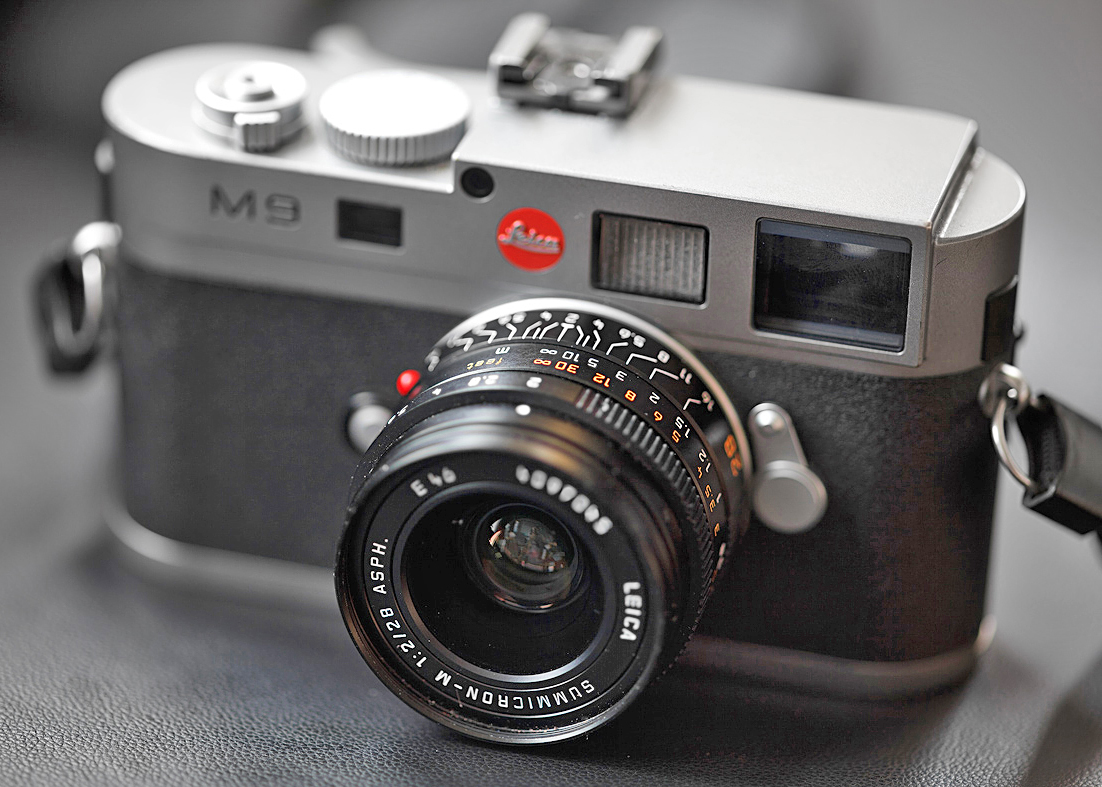
Фотоаппарат Leica M9

Немногочисленная группа цифровых фотоаппаратов с ручной фокусировкой при помощи дальномера. Этот тип аппаратуры можно считать цифровой реализацией дальномерных фотоаппаратов, удобных для репортажной жанровой съёмки. В отличие от зеркальной аппаратуры, дальномерные очень устойчивы на длинных выдержках из-за отсутствия подвижного зеркала. Кроме того, точность фокусировки дальномером не зависит от освещённости снимаемой сцены и светосилы объектива, что выгодно отличает этот тип визира от зеркального. Первым цифровым дальномерным фотоаппаратом в 2004 году стал Epson R-D1. В 2006 и 2009 годах увидели свет Leica M8 и Leica M9. Позднее линейку пополнили Leica M 240 и Leica M Monochrom. Последняя модель оснащена матрицей без фильтра Байера, генерирующей чёрно-белые снимки высокого разрешения. У всех этих моделей крепление объективов такое же, как у дальномерных плёночных «Леек» — байонет Leica M. Отличаются высокой ценой, сочетают качество изображения с практически бесшумным срабатыванием затвора, не привлекающим внимания на улице.

### Ультразумы

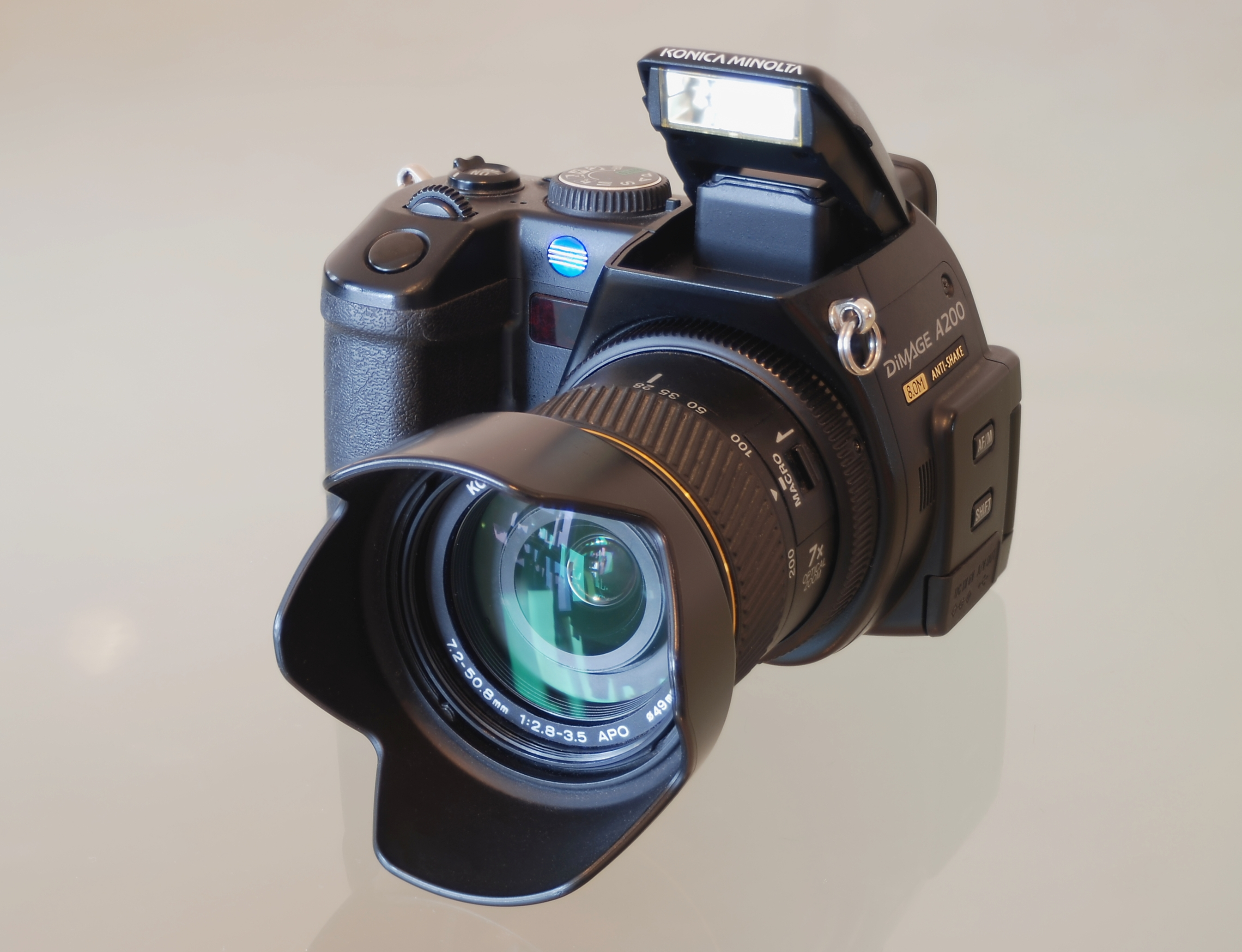
Псевдозеркальный фотоаппарат Minolta DIMAGE A200

Псевдозеркальные цифровые фотоаппараты получили своё название из-за внешнего сходства с зеркальными и не оснащаются оптическим визиром. Изображение в электронном видоискателе такого аппарата формируется сигналом, получаемым непосредственно с матрицы. Первыми в этом классе были камеры с упрощённой версией зеркального видоискателя со светоделительной призмой. В 2000-х годах этот тип видоискателя использовался в таких фотоаппаратах, как Olympus E-10 и Olympus E-20. Совершенствование технологий электронного визирования позволило в дальнейшем полностью отказаться от оптического видоискателя.
Другое название «ультразум» или «гиперзум» получено из-за большой кратности жёстковстроенного зум-объектива, достигающей 6× и выше. Качество съёмки выше чем у компактных фотоаппаратов, благодаря более высокому качеству оптики, стабилизированному объективу и большим размерам матрицы. Размеры матрицы варьируются от 1/2,5 видиконовых дюймов до Микро 4:3. Как правило, имеют гибкие настройки экспозиции с большим количеством ручных режимов, благодаря чему фотограф может быстро выбрать нужные параметры съёмки. С появлением беззеркальных фотоаппаратов были быстро вытеснены с рынка ими и компактными камерами с такими же размерами матрицы.

### Компактные цифровые фотоаппараты

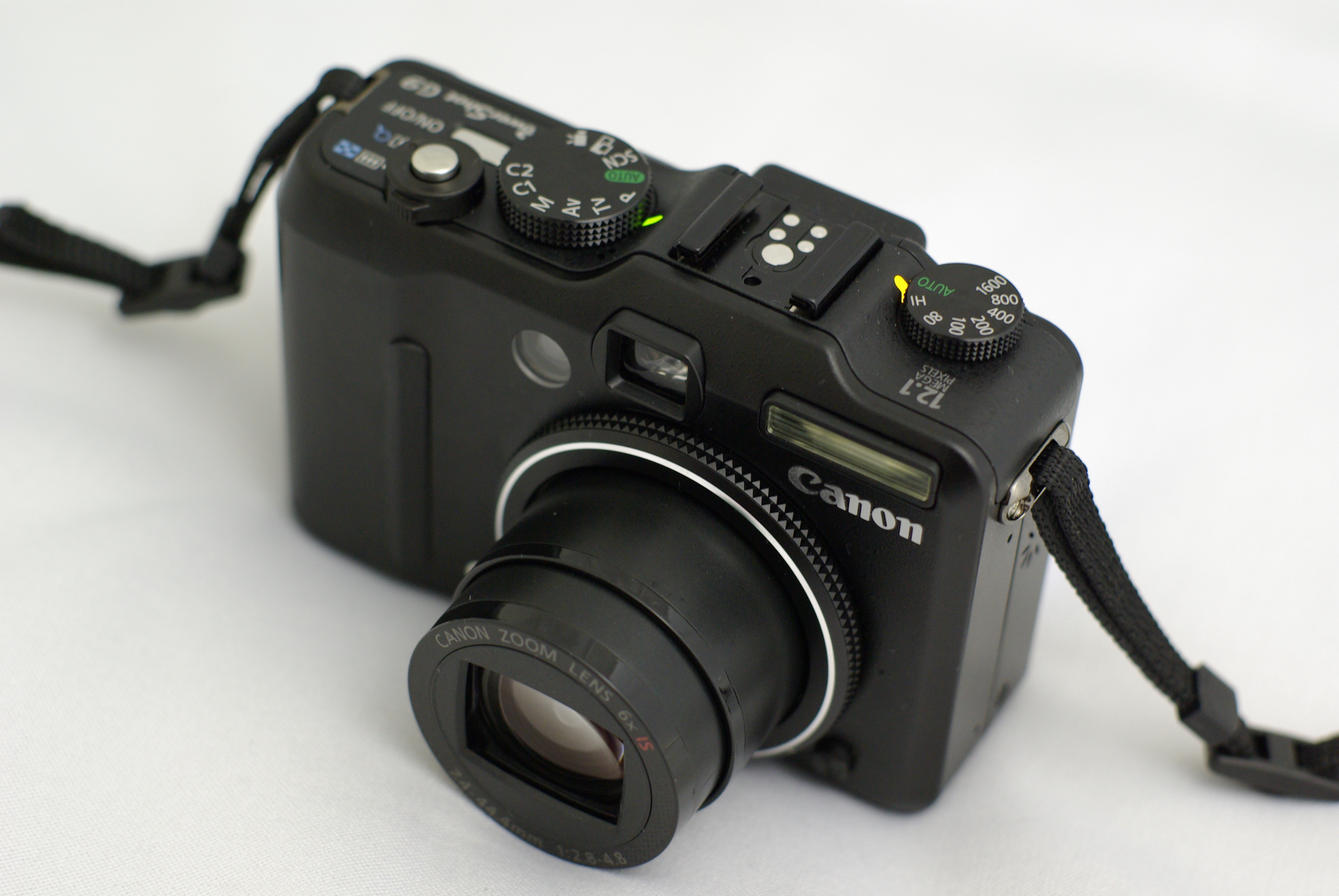
Компактный фотоаппарат «Canon Powershot G9»

Пренебрежительно именуется «цифромыльница» из-за примитивных органов управления и невысокого качества снимков. В большинстве моделей зум-объектив имеет телескопическую конструкцию, и в нерабочем состоянии убирается в корпус, позволяя носить камеру в кармане. Кроме стандартного электронного визира в таких фотоаппаратах иногда есть оптический видоискатель, синхронизированный с изменением фокусного расстояния объектива. За компактность приходится платить крошечной матрицей — обычно 1/2,5 видиконных дюймов. Малый физический размер матрицы означает низкую чувствительность и высокий уровень шумов. Для получения приемлемого качества снимков применяется агрессивное шумоподавление. Этот тип камер обычно отличает отсутствие или недостаточная гибкость ручных настроек экспозиции. Кратность зум-объектива обычно не превышает 3× или 4×, что иногда компенсируется цифровым трансфокатором. Страдают и возможности макросъёмки. За исключением самых дешёвых моделей, имеет зум-объектив, а также хорошие возможности в макросъёмке: у многих моделей размер объекта съёмки 30 мм и даже меньше.
В последние годы этот класс аппаратуры, как и псевдозеркальные камеры, стремительно теряет позиции на рынке, вытесняясь сопоставимыми по возможностям и более компактными камерафонами.

### Модульные фотоаппараты

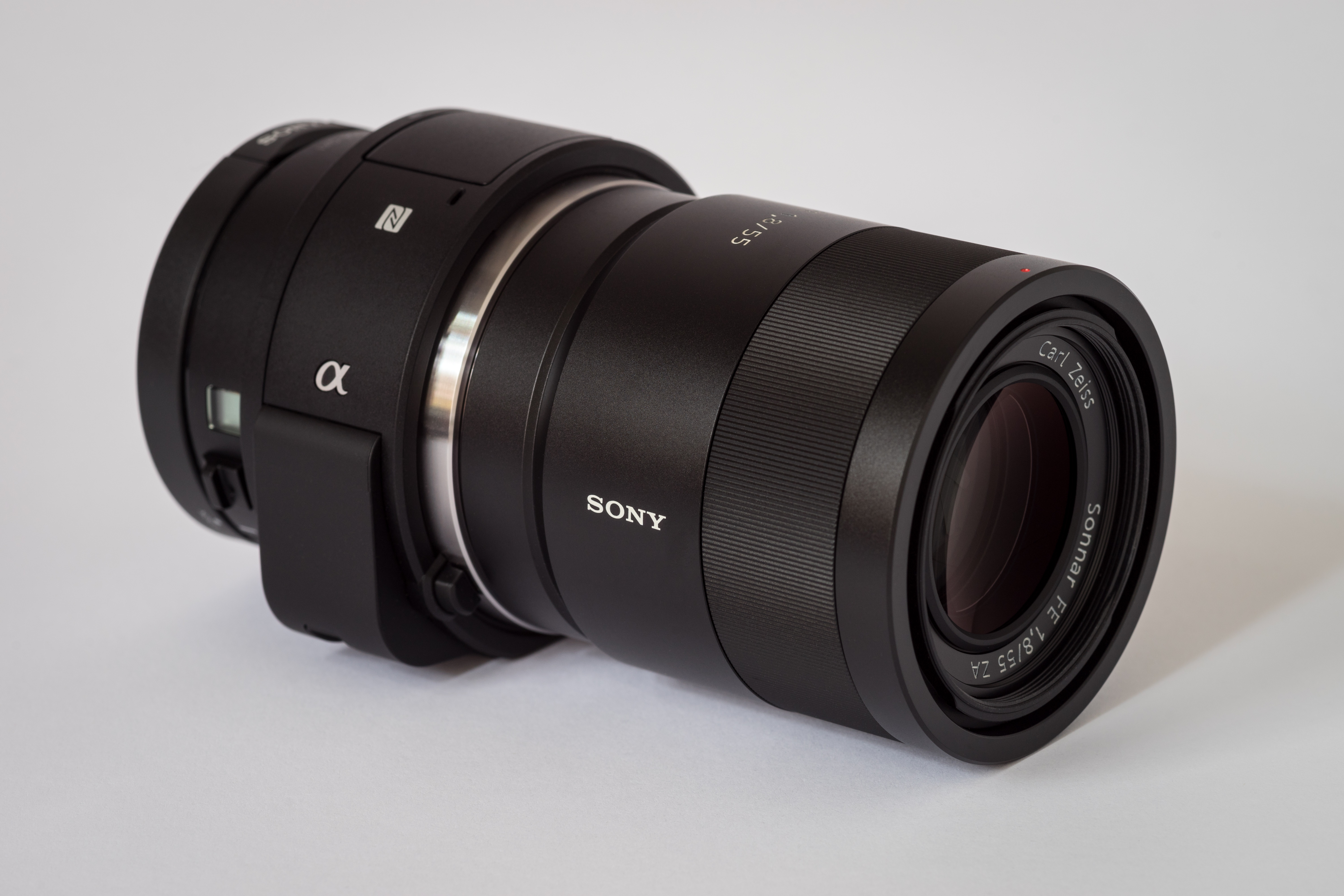
Смартограф «Sony Alpha ILCE-QX1» со сменным объективом «Zeiss Sonnar T*»

Разновидность цифровых фотоаппаратов со сменными объективами, объединёнными с затвором и фотоматрицей в общем модуле, который может быть отстыкован от корпуса камеры и заменён аналогичным с объективом другого фокусного расстояния. В корпусе содержатся видоискатель, дисплей, органы управления и батарея. Впервые такая конструкция была использована в 1996 году в фотоаппарате Minolta Dimage V, и получила дальнейшее продолжение в следующих моделях EX 1500 и 3D 1500. В 2009 году выпущен построенный по такому же принципу Ricoh GXR.
Модульный принцип получил развитие в смартографах: в их корпусе собраны объектив с матрицей, а иногда даже флеш-карта с аккумулятором, но отсутствует видоискатель, в качестве которого используется дисплей смартфона, к которому присоединяется устройство. Передача данных осуществляется при этом по протоколам Wi-Fi или NFC. Смартографы, которые иногда называют автономными объективами, превосходят встроенную камеру по большинству параметров, сохраняя при этом мобильность и сетевые возможности. Одними из первых в 2013 году появились модульные камеры серии «Sony SmartShot QX».

### Встроенные фотокамеры

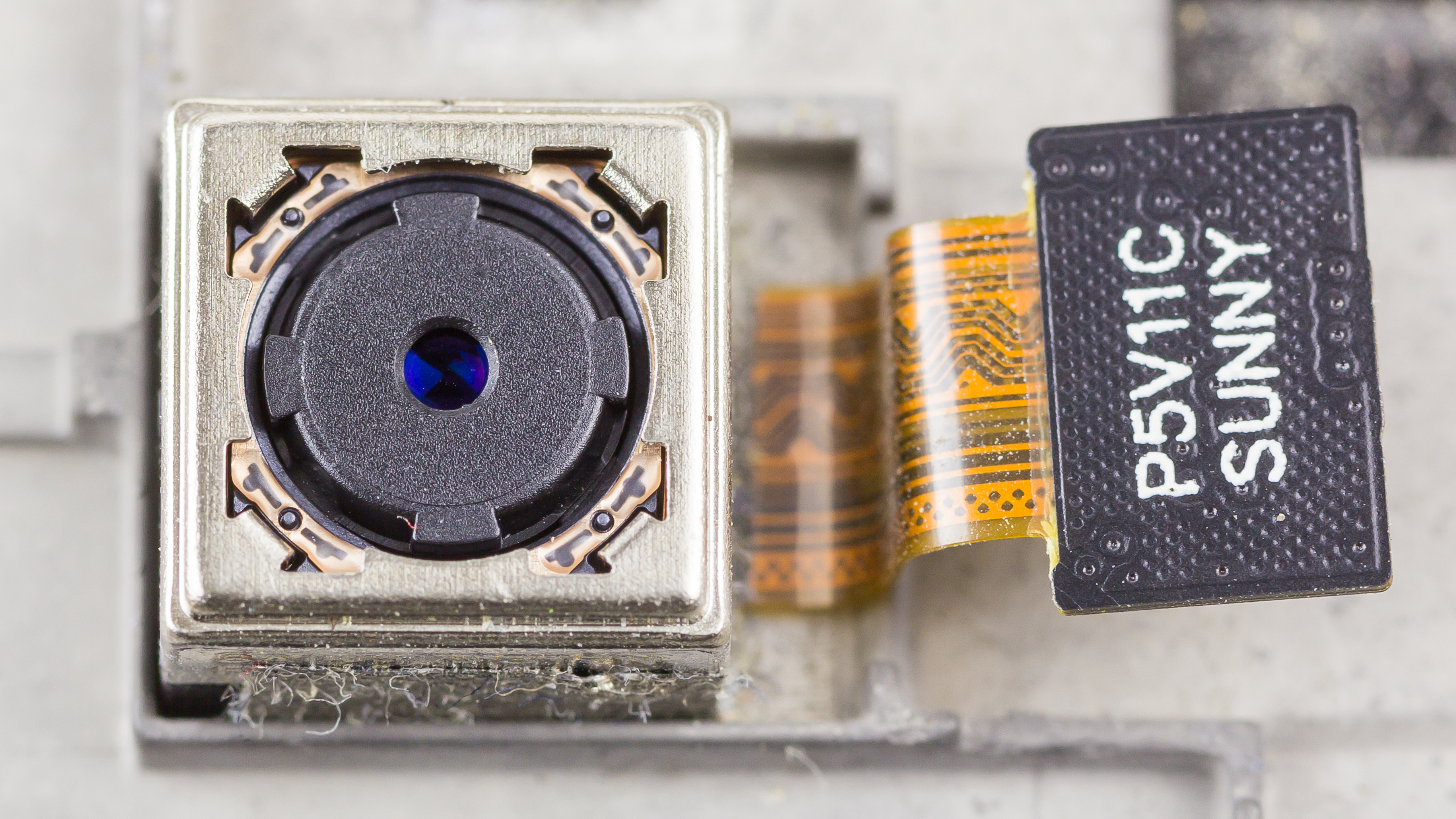
Встроенная цифровая камера для смартфона

Возможности первых камерафонов были ограничены, позволяя снимать только при хорошем освещении и с крайне низким разрешением, чаще всего стандарта VGA. Однако с начала 2010 годов камерафоны получили мощный импульс развития, достигнув разрешения, сопоставимого с компактными фотоаппаратами, и даже превосходящего этот сегмент рынка. Например, основная камера смартфона «Xiaomi Redmi 4X» обладает разрешением в 13 мегапикселей и хорошей светочувствительностью. При этом большинство камерафонов из-за миниатюрных размеров матрицы оснащается объективом типа фикс-фокус, не требующим фокусировки. Однако, известны модели с высокоскоростным лазерным автофокусом, например LG G3.

### Экшен-камеры и фотоловушки

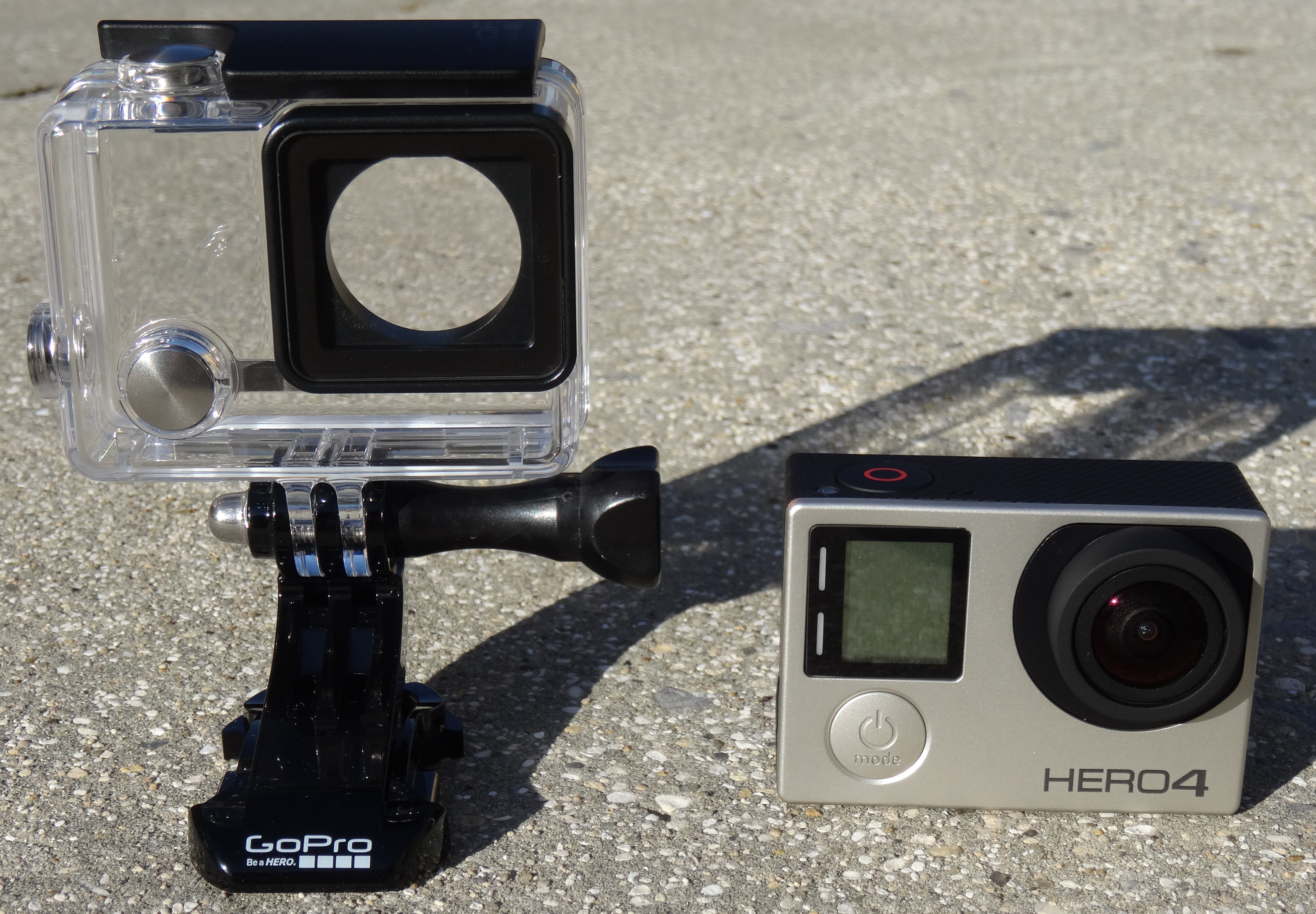
Экшен-камера «GoPro Hero 4»

Класс цифровой аппаратуры, пригодный для съёмки как неподвижных фотографий, так и видео в экстремальных условиях, а также без участия человека. Конструкция таких камер обычно выполняется в ударопрочном брызгозащищённом корпусе, позволяющем вести съёмку в труднодоступных местах. Видоискатель чаще всего отсутствует, что компенсируется большим полем зрения сверхширокоугольного объектива. Считывание данных возможно дистанционно по беспроводным протоколам Wi-Fi. Фотоловушки в отличие от экшен-камер обладают большим запасом автономности, круглосуточно работая в ждущем режиме до нескольких месяцев. Постоянная готовность обеспечивается чувствительностью к невидимому инфракрасному излучению, которым объекты подсвечиваются в тёмное время суток. Запуск съёмки в таких камерах чаще всего осуществляется с помощью датчика движения, фиксируя диких животных в естественных условиях.

### Камеры светового поля
Экспериментальное направление фотоаппаратостроения, существующее только в виде единичных «концептов». Цифровые фотоаппараты, фиксирующие вместо распределения освещённости на матрице световое поле, создаваемое объективом внутри светонепроницаемой камеры. Благодаря этому возможна точная фокусировка изображения уже после съёмки в готовом файле. Аналогичным достоинством обладает цифровая камера «Light L16», оснащённая 16 матрицами и объективами разных фокусных расстояний. Съёмка ведётся разными модулями одновременно, а полученные изображения программно объединяются, давая фотографии с разрешением до 52 мегапикселей.

## Потребительская классификация
С точки зрения рекламы и маркетинга цифровые фотоаппараты подразделяются на несколько классов в зависимости от предполагаемой сферы применения. Большинство участников рынка делит фотоаппараты на «профессиональные», «потребительские» и «начального уровня». Это отражается в виде простого правила, которого придерживается большинство производителей фототехники, и заключается в количестве знаков, обозначающих название конкретной модели. 
Самые дорогие профессиональные модели в названии имеют только одну арабскую цифру, например «Canon EOS-1D X» или «Nikon D5». При этом, другие цифры (например, «Canon EOS 5D Mark III») отражают номер разработки и для устранения путаницы пишутся римскими символами. Величина единственной цифры указывает на целевую сферу применения камеры. Так, «единицей» обозначаются наиболее надёжные профессиональные модели, цифра «5» объединяет промежуточный полнокадровый класс, а «7» относится к полупрофессиональной линейке с уменьшенной («кропнутой») матрицей. Модели с обозначением в виде двух и более арабских цифр относятся к потребительским, например «Canon EOS 50D» или «Nikon D500». Отличие от профессиональных заключается в использовании более дешёвых материалов и упрощении некоторых узлов, которые отражаются в первую очередь на надёжности камеры и её предельном ресурсе до первой возможной поломки. 

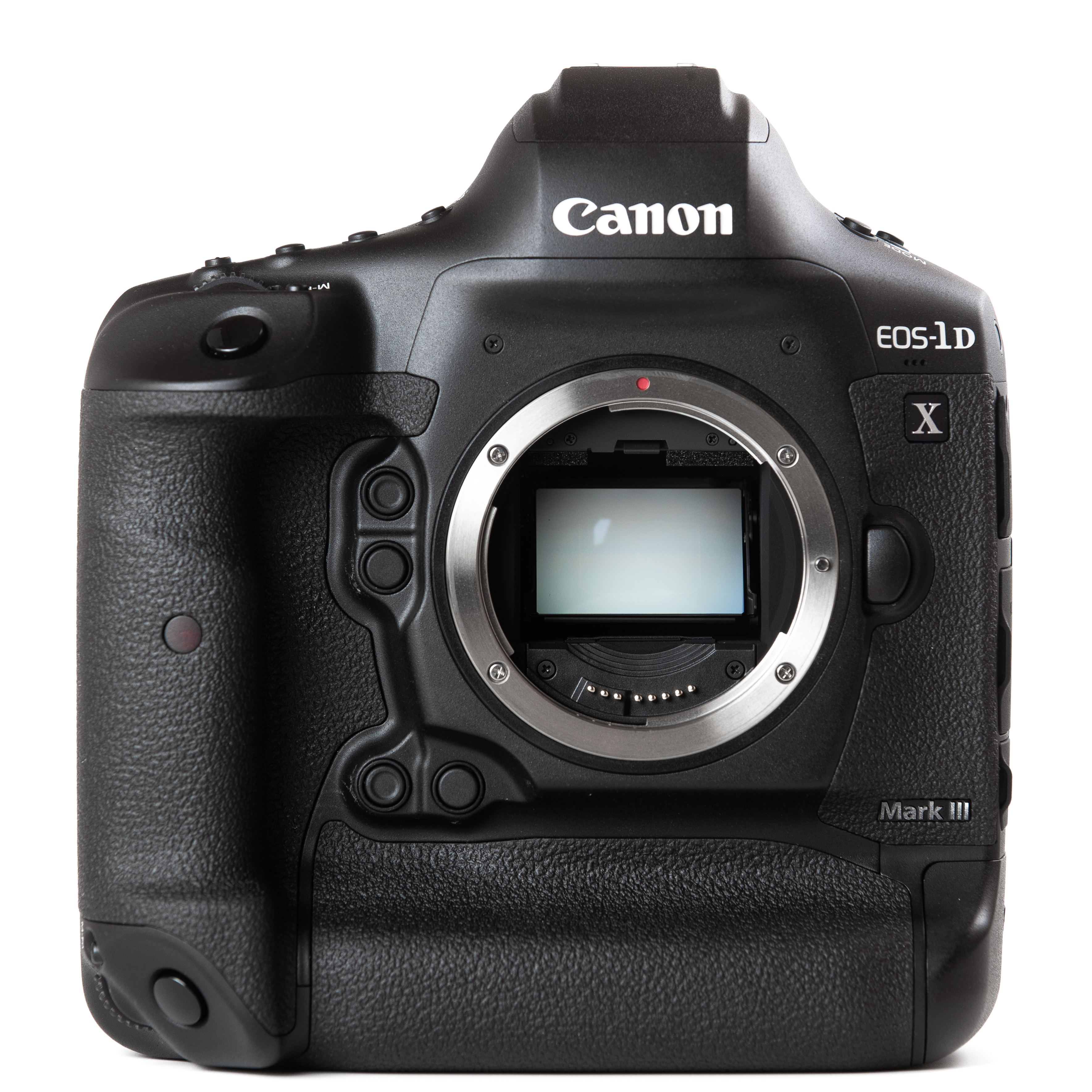
Профессиональный фотоаппарат Canon EOS-1D X Mark III
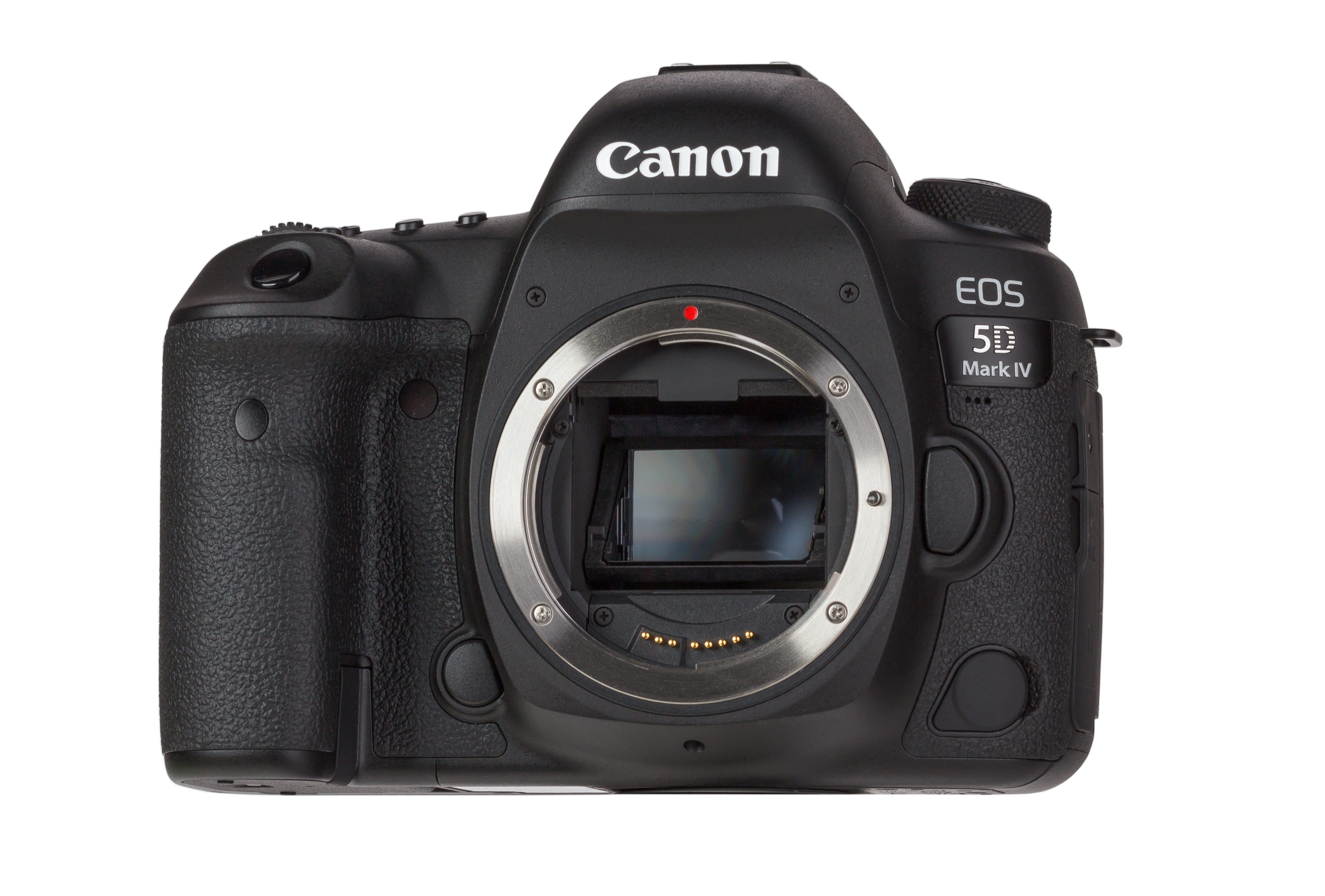
Полупрофессиональный фотоаппарат Canon EOS 5D Mark IV
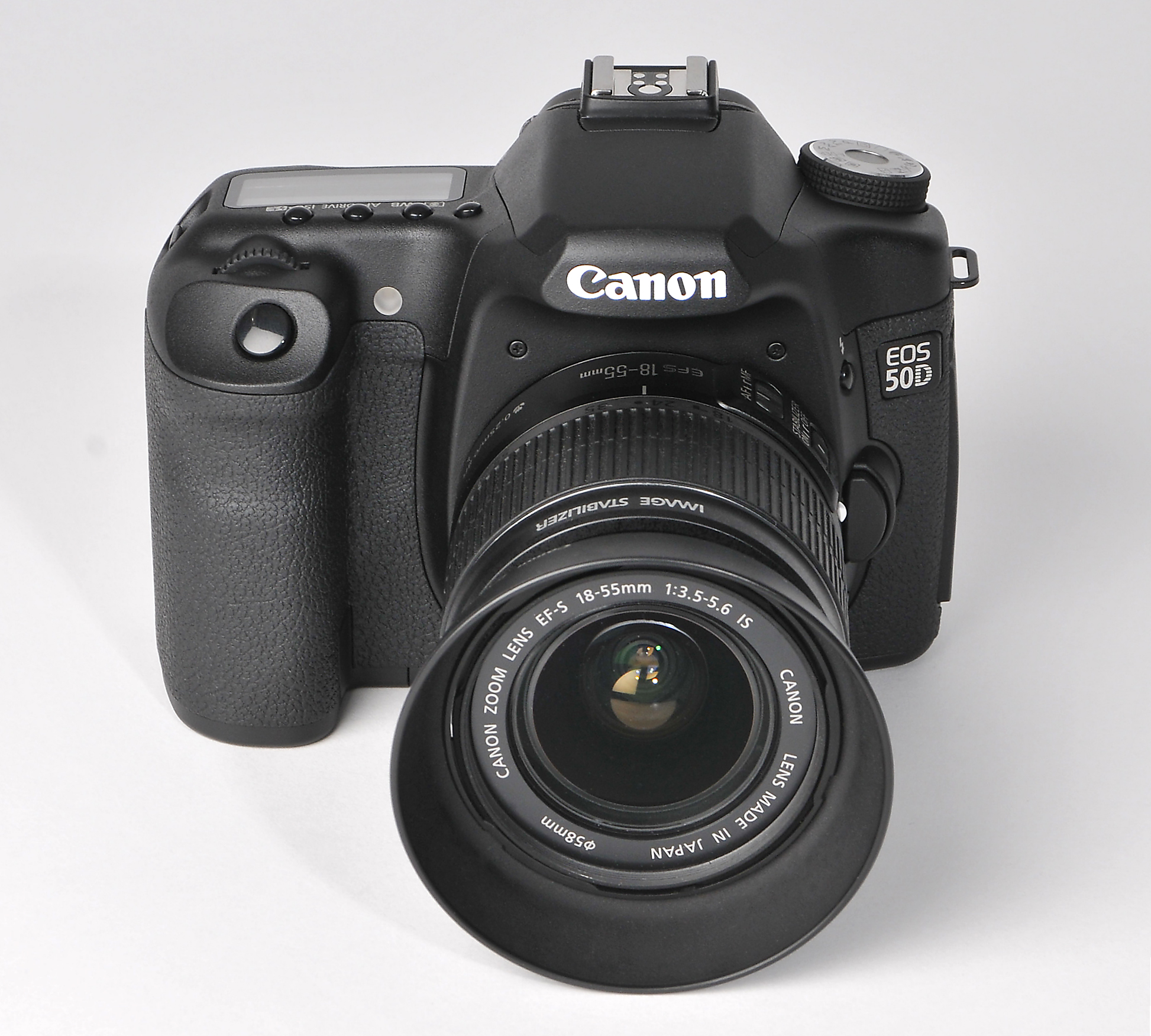
Фотоаппарат потребительского уровня Canon EOS 50D
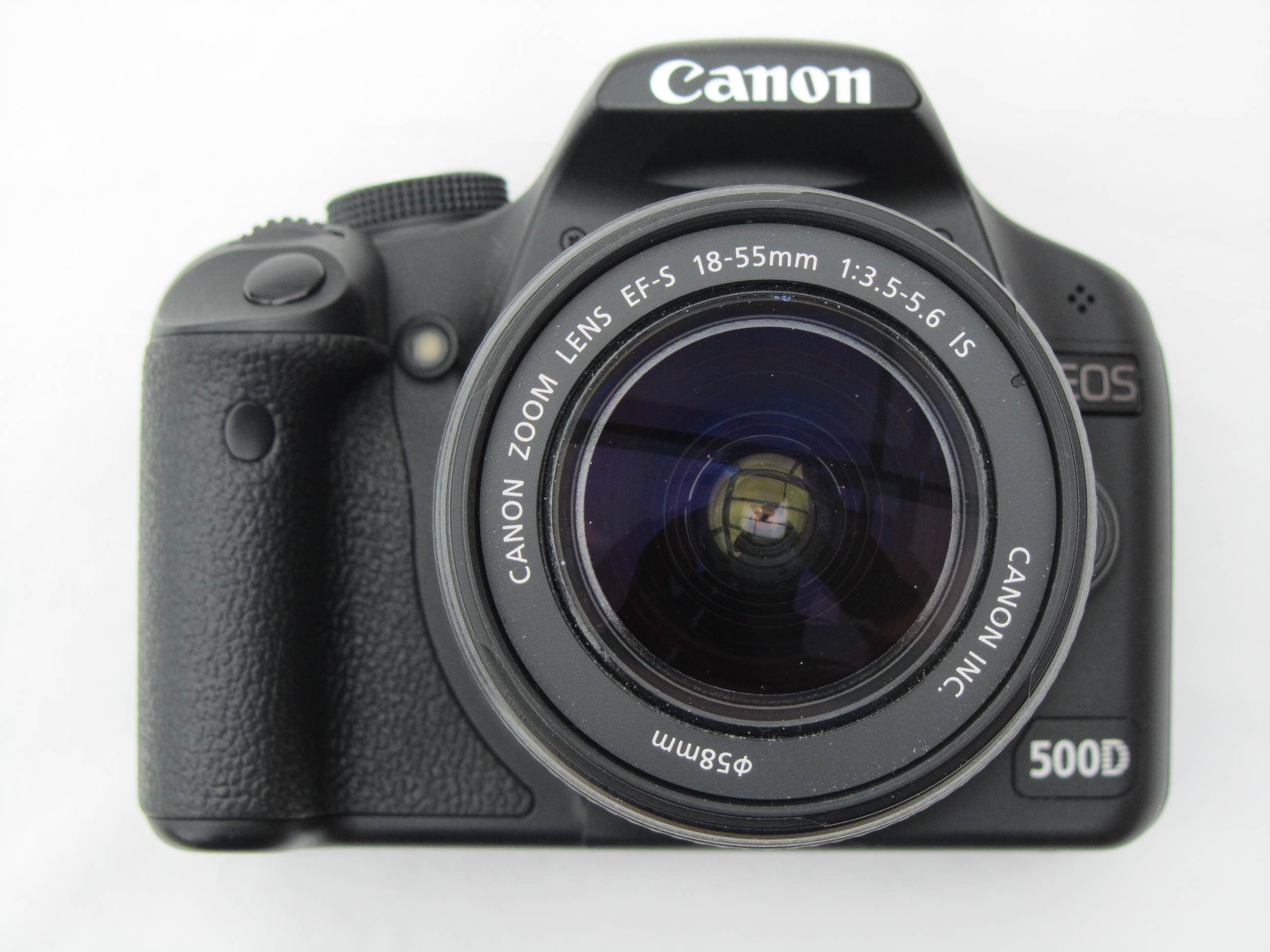
Любительский фотоаппарат Canon EOS 500D

При этом исходят из среднестатистической ежедневной наработки в условиях профессионального использования или в качестве бытовой принадлежности. В последнем случае большой ресурс и механическая прочность чаще всего не требуются. В некоторых случаях упрощения касаются герметизации корпуса и надёжности работы в условиях агрессивной среды: под дождём, на морозе и при высокой запылённости. При этом технические параметры потребительской аппаратуры чаще всего не уступают профессиональным аналогам, а в некоторых случаях и превосходят их, так как все новые конструкторские решения «обкатываются» прежде всего на младших моделях. Иногда зеркальные фотоаппараты потребительского уровня используются как бюджетная альтернатива профессиональным в сферах, где ресурс и прочность не играют решающей роли. При этом, по сравнению с профессиональными, потребительские фотоаппараты значительно легче и компактнее.
Термин «полупрофессиональный цифровой фотоаппарат» («просьюмер» или «просьюмерка» — калька с англ. prosumer от англ. professional и англ. consumer) также употребляется по отношению к недорогим зеркальным и беззеркальным камерам, не предназначенным для фотожурналистики и профессиональной фотографии, но обладающим полноценными управлением и функциональностью.
Термин «Камера начального уровня» употребляется по отношению к максимально упрощённым зеркальным фотоаппаратам, и, главным образом, псевдозеркальным или компактным камерам. В этом случае название модели обычно состоит из 4 арабских цифр, например, «Nikon D5000».